# X (collection)
Pour les articles homonymes, voir X.
« X » est une collection de bande dessinée dirigée par Jean-Marc Thévenet chez Futuropolis dont les 80 albums ont été publiés de 1985 à 1989. 
Elle consistait en des albums à l'italienne en noir et blanc de vingt à quarante-huit pages. Alors qu'elle accueillait initialement des auteurs à la mode ou relativement connu des années 1980 (Loustal, Edmond Baudoin, Willem, Florence Cestac, F'murr, Jean-Marc Rochette, Joost Swarte etc.), elle s'est ensuite presque exclusivement consacrée aux jeunes débutants, dont certains sont par la suite devenus des auteurs reconnus (Jack Manini, Jean-Claude Götting, Jeanne Puchol, Stanislas, Charles Berberian, Sylvain Chomet, Jean-Christophe Menu, Pierre Duba, Jean-Christophe Chauzy, Mattt Konture, Édith, Pascal Rabaté, Vincent Vanoli, etc.). Seul un album, Spooky de Bill Holman, reprenait des histoires vieilles de plus de dix ans.

## Liste des albums
| N° | Titre                                                     | Auteur(s)                                                    | Dépôt légal    | Autres remarques |
| -- | --------------------------------------------------------- | ------------------------------------------------------------ | -------------- | --- |
| 1  | Rats Hamburger, t. 1                                      | Willem                                                       | mai 1985       | Publié dans BD en 1977-1978. Mention spécial du jury au festival d'Angoulême 1986.                                                                 |
| 2  | Je swingue                                                | Jack Manini                                                  | mai 1985       | |
| 3  | Viviane, Simone et les autres                             | Loustal                                                      | mai 1985       | Publié dans L'Écho des savanes en 1981. |
| 4  | Avis de recherche                                         | Edmond Baudoin (dessin) et Frank (scénario)                  | mai 1985       | |
| 5  | Mickson et les Gaspards                                   | Florence Cestac                                              | juin 1985      | |
| 6  | Robin des boîtes                                          | F'murr                                                       | juin 1985      | |
| 7  | Les Aventures de Bob Robert, t. 1 : Ciel de sable         | Kent (dessin) et Bergouze (scénario)                         | juin 1985      | |
| 8  | Foutue croisière                                          | Louis Joos                                                   | juin 1985      | |
| 9  | À tes souhaits                                            | Jean-Marc Rochette (dessin) et Tito Topin (scénario)         | septembre 1985 | |
| 10 | L'Autre Idiot                                             | Jean-Louis Tripp (dessin) et Marc Barcelo (scénario)         | septembre 1985 | |
| 11 | Rats Hamburger, t. 2                                      | Willem                                                       | septembre 1985 | Publié dans BD en 1977-1978. |
| 12 | La Communion du Mino                                      | Baru                                                         | septembre 1985 | |
| 13 | Crève-cœur                                                | Jean-Claude Götting                                          | octobre 1985   | Alfred du meilleur premier album au Festival d'Angoulême 1986.                                                                                     |
| 14 | Les Aventures de Bob Robert, t. 2 : L'Enfer blanc         | Kent (dessin) et Bergouze (scénario)                         | octobre 1985   | Mention spécial du jury au festival d'Angoulême 1986.                                                                                              |
| 15 | Les Aventures de Richard Lenoir, t.1 : Victime de Lamour  | Mr. Picotto                                                  | octobre 1985   | |
| 16 | Les Soirées d'Abdulah. Ratonnade                          | Farid Boudjellal                                             | octobre 1985   | |
| 17 | Le Caporal rouge                                          | Jacques Armand (dessin) et Bergouze (scénario)               | décembre 1985  | |
| 18 | My lofts                                                  | Kafka                                                        | décembre 1985  | |
| 19 | Et Zou ! Loulou                                           | Luc Weissmüller                                              | décembre 1985  | Publié dans Métal Aventure en 1984. |
| 20 | Reine d'un jour                                           | Denis Jourdin                                                | décembre 1985  | |
| 21 | Traquenards                                               | Jeanne Puchol                                                | janvier 1986   | |
| 22 | Peau d'boudin                                             | Nicolas Wintz (dessin) et Frank (dialogues)                  | janvier 1986   | |
| 23 | Dr Ben Ciné & D.                                          | Joost Swarte                                                 | janvier 1986   | Publié dans Vrij Nederland en 1977. Le second tome est paru en 1987 au même format mais en dehors de la collection « X ».                          |
| 24 | Lady Mage Kane                                            | Séra (dessin) et Borderie (scénario)                         | janvier 1986   | |
| 25 | Le Diable blanc                                           | Roland Monpierre                                             | janvier 1986   | |
| 26 | Spooky 1938                                               | Bill Holman                                                  | mars 1986      | Distribué par le Chicago Tribune en 1937-1938. Introduction de Jean-Claude Glasser.                                                                |
| 27 | Batmax                                                    | Lob                                                          | mars 1986      | Publié dans L'Écho des savanes en 1981-1982. |
| 28 | Sortie des artistes                                       | Yvan (dessin) et Rodolphe (scénario)                         | avril 1986     | |
| 29 | Plus mort que moi tu meurs                                | Willem                                                       | avril 1986     | Histoires publiées dans Hara Kiri, Charlie Hebdo et Télérama en 1983-1984.                                                                         |
| 30 | Ric Brio                                                  | Jacques Armand (dessin) et Bergouze (scénario)               | septembre 1986 | Partiellement publié dans Métal Aventures en 1985.                                                                                                 |
| 31 | Fuck, fly and bomb                                        | Max (dessin) et Pierre Ouin (scénario)                       | septembre 1986 | |
| 32 | Opération nostalgie                                       | Bertrand Guillou (dessin) et Tairck (scénario)               | septembre 1986 | |
| 33 | Colonie de vacanse                                        | Imagex                                                       | septembre 1986 | Publié dans (À suivre) en 1982-1983. |
| 34 | Les Aventures de Bob Robert, t. 3 : Le Dictateur français | Kent (dessin) et Bergouze (scénario)                         | octobre 1986   | |
| 35 | Le Chien coiffé                                           | Florence Cestac                                              | octobre 1986   | Publié dans Censuré en 1986. |
| 36 | La Nuit de Saïgon                                         | Romain Slocombe                                              | octobre 1986   | |
| 37 | La Grande Course                                          | Stanislas                                                    | octobre 1986   | |
| 38 | Échappée belle                                            | Al de Pierpont (dessin) et Philippe de Pierpont (scénario)   | novembre 1986  | |
| 39 | Onulf le marin                                            | Charlie Schlingo                                             | novembre 1986  | Partiellement publié dans Le Petit Psikopat illustré.                                                                                              |
| 40 | Des mouches pour Némon                                    | Jean-Paul Aussel (dessin) et Charles Berberian (scénario)    | novembre 1986  | |
| 41 | La Serviette noire                                        | Jean-Claude Götting                                          | novembre 1986  | |
| 42 | Après-midi torride                                        | Julien Käser (préface de Joost Swarte)                       | janvier 1987   | Âgé de douze ans, Julien Käser était le plus jeune auteur de bande dessinée dont un album ait été publié par une maison d'édition professionnelle. |
| 43 | K.O. d'amour                                              | Marc Daniau (dessin) et Alain Richard (scénario)             | janvier 1987   | |
| 44 | Le Secret des libellules                                  | Sylvain Chomet                                               | janvier 1987   | |
| 45 | Mickson BD Football Club                                  | Collectif                                                    | janvier 1987   | |
| 46 | Et Paris ?                                                | Ata, Zou et Leconte                                          | février 1987   | Partiellement publié dans Le Petit Journal de Télérama en 1986.                                                                                    |
| 47 | La Folie de Ziegfield                                     | Olivier Beer (dessin) et Gérard Goldman (scénario)           | février 1987   | |
| 48 | Dessous troublants                                        | Jeanne Puchol                                                | février 1987   | |
| 49 | Une farce pour 2 dindons                                  | Pic                                                          | février 1987   | |
| 50 | Le Portrait de Lurie Ginol. Une aventure de Lapot         | Jean-Christophe Menu                                         | septembre 1987 | |
| 51 | C'est tout du chiqué                                      | Daniel François (dessin) et Pierre Mabiye (scénario)         | septembre 1987 | |
| 52 | Le Chute vers le haut                                     | Mokeït                                                       | septembre 1987 | |
| 53 | L'Homme à deux têtes                                      | Milo Daax                                                    | novembre 1987  | |
| 54 | Paris-Mâcon                                               | Marc-Antoine Mathieu (dessin) et Jean-Luc Mathieu (scénario) | novembre 1987  | |
| 55 | Blues Train                                               | Guy Carron (dessin) et Matthieu Carron (scénario)            | novembre 1987  | |
| 56 | Le Scalaire de la peur                                    | Chatillon (dessin) et Jean-Paul Michel (scénario)            | novembre 1987  | |
| 57 | Princes de la nuit                                        | Denis Jourdin                                                | janvier 1988   | |
| 58 | Hocus Pocus                                               | Olivier Beer (dessin) et Gérard Goldman (scénario)           | janvier 1988   | |
| 59 | Colonel Bauer                                             | Pierre-Alain Bertola                                         | janvier 1988   | |
| 60 | E pericoloso sporgersi                                    | Rousseau                                                     | janvier 1988   | |
| 61 | Le Pigeon                                                 | Stanislas                                                    | mars 1988      | |
| 62 | Lucie je t'aime                                           | Pierre Duba                                                  | mars 1988      | |
| 63 | Vengeance                                                 | Jean-Christophe Chauzy                                       | mars 1988      | |
| 64 | Souterrain                                                | Mattt Konture                                                | mars 1988      | |
| 65 | Suck Korea Suck                                           | Max (dessin) et Pierre Ouin (scénario)                       | mai 1988       | |
| 66 | Déserteurs !                                              | Thierry Gioux                                                | mai 1988       | |
| 67 | Ornicar                                                   | Édith (dessin) et Gonord (scénario)                          | mai 1988       | |
| 68 | Illia                                                     | Kléda (dessin) et Patrick Chaboud (scénario)                 | mai 1988       | |
| 69 | Tout seul, tout seul                                      | Emmanuel Boëm (dessin) et Noiro (scénario)                   | janvier 1989   | |
| 70 | Le Scalaire d'argent                                      | Chatillon (dessin) et Jean-Paul Michel (scénario)            | janvier 1989   | |
| 71 | Les Amants de Lucie                                       | Pascal Rabaté                                                | janvier 1989   | |
| 72 | La Mer à boire                                            | Éric Cartier (dessin) et Naegelen (scénario)                 | janvier 1989   | |
| 73 | El Rebelde, le rebelle                                    | François Avril (dessin) et Cabry (scénario)                  | avril 1989     | |
| 74 | Loge Story                                                | Fabienne Rubin (dessin) et Sabine Rubin (scénario)           | avril 1989     | |
| 75 | Salséro et les bikers                                     | José Jover                                                   | avril 1989     | |
| 76 | Côtes-du-Nord                                             | Magali Ollier                                                | avril 1989     | |
| 77 | Jonas                                                     | Christian Gorny                                              | octobre 1989   | |
| 78 | Puzzle                                                    | Orillard et Bruneau                                          | octobre 1989   | |
| 79 | Pied au plancher                                          | Christophe Merlin                                            | octobre 1989   | |
| 80 | Jean-Pierre                                               | Vincent Vanoli                                               | octobre 1989   | |